# Berlin-Ansichten
Unter dem Namen Berlin-Ansichten wurde von der Deutschen Bundespost Berlin eine kleine Reihe Briefmarken ausgegeben. In einem Rhythmus von zwei Jahren erschienen ab 1976 jeweils drei Motive. Die Serie wurde 1982 nach zwölf Marken eingestellt.
Obwohl die jährlichen Entwürfe von verschiedenen Grafikern stammten, wirkt die Gesamtdarstellung sehr homogen.
Diese Serie zeigt weniger die bekannten Sehenswürdigkeiten Berlins, die schon vorher oft auf Marken dargestellt wurden; es sind eher unbekannte Ansichten von Berlin.
Alle Ausgaben waren bis zum 31. Dezember 1991 frankaturgültig.

## Liste der Ausgaben und Motive
Legende
- Bild: Eine bearbeitete Abbildung der genannten Marke. Das Verhältnis der Größe der Briefmarken zueinander ist in diesem Artikel annähernd maßstabsgerecht dargestellt. Sollten keine Marken abgebildet sein, liegt es daran, dass das Urheberrecht des Künstlers noch nicht erloschen ist.
- Beschreibung: Eine Kurzbeschreibung des Motivs und/oder des Ausgabegrundes. Bei ausgegebenen Serien oder Blocks werden die zusammengehörigen Beschreibungen mit einer Markierung versehen eingerückt.
- Wert: Der Frankaturwert der einzelnen Marke in Eurocent. Ein „+“ bedeutet, dass es sich um eine Zuschlagsmarke handelt (= Frankaturwert + Spende).
- Ausgabedatum: Das Datum des erstmaligen Verkaufs dieser Briefmarke.
- Auflage: Soweit bekannt, wird hier die zum Verkauf angebotene Anzahl dieser Ausgabe angegeben.
- Entwurf: Soweit bekannt, wird hier angegeben, von wem der Entwurf dieser Marke stammt.
- Mi.-Nr.: Diese Briefmarke wird im Michel-Katalog unter der entsprechenden Nummer gelistet.

| Bild | Beschreibung                                                               | Werte in Pfennig | Ausgabe- datum    | Auflage    | Entwurf                | Mi.-Nr. |
|      | Berlin-Ansichten 1976 (I) - An der Havel                                   | 30               | 16. November 1976 | 14.630.000 | Bundesdruckerei Berlin | 529     |
|      | - Zitadelle Spandau                                                        | 40               | 16. November 1976 | 7.630.000  | Bundesdruckerei Berlin | 530     |
|      | - Tiergarten                                                               | 50               | 16. November 1976 | 9.530.000  | Bundesdruckerei Berlin | 531     |
|      | Berlin-Ansichten 1978 (II) - Belvedere, Schloss Charlottenburg             | 40               | 16. November 1978 | 12.000.000 | Falz                   | 578     |
|      | - Shell-Haus am Landwehrkanal                                              | 50               | 16. November 1978 | 7.500.000  | Falz                   | 579     |
|      | - Dorfkirche Lichtenrade                                                   | 60               | 16. November 1978 | 8.000.000  | Falz                   | 580     |
|      | Berlin-Ansichten 1980 (III) - Lilienthal-Gedenkstätte, Berlin-Lichterfelde | 40               | 13. November 1980 | 10.110.000 | Schmidt                | 634     |
|      | - Große Neugierde, Schlosspark Klein Glienicke                             | 50               | 13. November 1980 | 10.110.000 | Schmidt                | 635     |
|      | - Grunewaldturm                                                            | 60               | 13. November 1980 | 8.110.000  | Schmidt                | 636     |
|      | Berlin-Ansichten 1982 (IV) - Villa Borsig                                  | 50               | 10. November 1982 | 12.135.000 | Reinhold Gerstetter    | 685     |
|      | - Kirche St. Peter und Paul                                                | 60               | 10. November 1982 | 8.135.000  | Reinhold Gerstetter    | 686     |
|      | - Villa von der Heydt                                                      | 80               | 10. November 1982 | 8.135.000  | Reinhold Gerstetter    | 687     |